# Niltava sumatrana
Niltava sumatrana là một loài chim trong họ Muscicapidae.